# MAX 1.2 AC
O MAX 1.2 AC, anteriormente conhecido como MSS 1.2 AC (Míssil Superfície-Superfície 1.2 AntiCarro), é um míssil anticarro guiado a laser brasileiro. O sistema pode ser carregado por tropas em solo ou instalado em viaturas e compreende um tubo lançador recarregável, míssil e unidade de tiro, além de um simulador e equipamento de teste. Ele deriva do “Missile Anti-Carro della Fanteria” (MAF), projeto da Oto Melara que não foi aceito pelo Exército Italiano. A participação brasileira no projeto começou em 1986 e desde então ele foi testado e reformulado pelos órgãos de pesquisa do Exército Brasileiro (EB) e as empresas Órbita, Mectron e SIATT.
O desenvolvimento levou décadas, e o segmento dos mísseis anticarro, que o MSS 1.2 pretende ocupar, permaneceu ainda pouco desenvolvido no Exército Brasileiro. Um protótipo foi aprovado em 2004 e os primeiros modelos pré-série foram entregues para avaliação do EB e do Corpo de Fuzileiros Navais (CFN) da Marinha do Brasil em 2013–2014. Em 2023 ainda não havia produção em série, relatórios finais completos ou distribuição às unidades operacionais. A crise da Guiana Essequiba, em dezembro, fez o EB adiantar a entrada em serviço de metade de seu estoque de 50–60 mísseis. O lote piloto foi finalmente homologado em junho do ano seguinte, e em setembro de 2024 foi finalmente assinado o contrato para sua produção.

## Contexto
O desenvolvimento do MSS-1.2 é a resposta do Exército Brasileiro ao segmento dos mísseis anticarro. As armas anticarro (antitanque) portáteis tiveram destaque nos conflitos do século XX e permanecem um mercado lucrativo no século XXI. Produzidos em larga escala no exterior, os mísseis anticarro têm menor custo e adestramento mais simples do que os veículos blindados, e podem ser usados por forças leves para equilibrar seu poder de combate contra forças blindadas.
Nas publicações militares brasileiras, a defesa anticarro é reconhecida como uma área a melhorar, que “carece de um estudo e uma aplicação mais aprofundados” (2023); “a geração de capacidade AC [anticarro] da infantaria brasileira está incompleta em seu ciclo de fatores determinantes: doutrina, organização, adestramento, material, educação, pessoal, infraestrutura”, e desde os anos 1980, o Exército “destoou da tendência mundial desse período, que seguiu o ritmo da corrida armamentista herdado da Guerra Fria”, de forma que o Brasil “ficou para trás de alguns de seus vizinhos sul-americanos na dotação de modernos meios de DAC [defesa anticarro]” (2019).
As armas anticarro usadas pelo Exército Brasileiro em 2021, o canhão sem recuo Carl Gustaf 84 mm e o lança-rojão AT-4, têm alcances (300 metros para o AT-4 e 600 ou 700 metros para o Carl Gustaf) inferiores aos dos canhões de carros de combate usados em outros países sul-americanos, como os 4 000 metros do Leopard 2A4 e 2 500 metros do Tanque Argentino Mediano (TAM). Um míssil anticarro é mais letal e tem maior alcance do que um canhão sem recuo ou lança-rojão. O Exército Brasileiro já testou mísseis com alcances de até 2 500 metros, e países como Chile, Colômbia, Equador e Peru usam mísseis de mais de 4 000 metros de alcance, como o SPIKE LR e TOW 2B. Os TOW2B do Exército Argentino excedem o alcance efetivo dos canhões de 105 milímetros dos Leopard 1 do Exército Brasileiro.
A primeira tentativa de desenvolver um míssil anticarro no Brasil foi por volta de 1958, na Escola Técnica do Exército (atual Instituto Militar de Engenharia), mas os estudos foram abandonados em favor do míssil alemão Cobra [de]. O “Cobra AC” foi intensivamente testado no Exército Brasileiro, mas não entrou em serviço. A partir de 1995 o Brasil comprou os sistemas franceses Eryx [fr] e MILAN, dos quais cerca de 30 ainda estavam em serviço em 2008. Em 2021 o Exército adquiriu dez lançadores e cem mísseis da plataforma israelense SPIKE LR2. Após atrasos no cronograma devido ao conflito em Israel, os mísseis chegaram em 2024, sem previsão de lotes adicionais. O pequeno lote é apenas para manter capacidades após a desativação do MILAN. O Manual de Campanha Subunidade Anticarro (EB70-MC-10.334) ainda era considerado experimental.

## Desenvolvimento

### Oto Melara e Engesa
Um de muitos projetos na Europa Ocidental para a defesa contra uma invasão blindada, o “Missile Anti-Carro della Fanteria” (MAF) iniciou seu desenvolvimento na Itália nos anos 1980. O projeto era uma iniciativa privada da empresa Oto Melara, que deixou a Officine Galileo a cargo do guiamento, a Breda com a unidade de tiro e a SNIA-BPD com o motor e ogiva. A Engesa entrou em 1986 como codesenvolvedora e produtora. No mesmo ano o Exército Brasileiro abriu uma licitação para a produção local de um míssil anticarro de médio alcance para equipar as unidades de infantaria. As ofertas recebidas foram o TOW, da americana Hughes, o BILL, da sueca Bofors, e o MAF. O escolhido, em agosto, foi o MAF, levando a uma transferência de tecnologia das instituições italianas às brasileiras.
Em janeiro de 1987 a Engesa transferiu este projeto e mais dois mísseis para a recém-criada Órbita Sistemas Aeroespaciais S.A, de São José dos Campos, uma sociedade com 40% de capital da Engesa, 40% da Embraer e os demais repartidos entre a IMBEL, Esca e Parcom. O produto foi batizado MSS-1.2 LEO, em homenagem ao ministro do Exército Leônidas Pires Gonçalves. Os direitos de marketing no Caribe e América Latina seriam reservados à Órbita. A contribuição financeira brasileira veio através do Exército.
Mais de vinte mísseis foram disparados em testes até 1990, e o Exército Italiano preferiu comprar o MILAN. Todas as esperanças da Oto Melara e parceiros ficaram com o Exército Brasileiro. Mas a indústria bélica do Brasil, até então uma das maiores dos países em desenvolvimento, entrou em colapso nos anos 1990. A Órbita não chegou a produzir mísseis, e faliu juntamente com a Engesa.

### Mectron
O programa foi transferido em outubro de 1991 ao Exército e à recém-criada Mectron Engenharia. O Exército conduziu o projeto pelo Instituto de Pesquisa e Desenvolvimento (IPD)/Centro Tecnológico do Exército (CTEx), contratando a Mectron para revisar e modernizar o projeto e construir os protótipos. Os investimentos militares diminuíram nos anos 1990, e o desenvolvimento foi em grande parte suspenso. Algum desenvolvimento prosseguiu; os primeiros lançamentos ocorreram nessa década. Um contrato para a entrega de 40 protótipos foi assinado em 1996. Em 1999, o gerente do projeto relatou na Revista Militar de Ciência e Tecnologia sobre as mudanças feitas desde 1994 e a meta de entrega de 40 protótipos para agosto. Lançamentos foram realizados no Campo de Provas da Marambaia, em julho. Ao longo do tempo, o projeto foi totalmente refeito, guardando pouca semelhança com o original.
Em 2000, previa-se que o sistema entraria em operação até 2005. Em 2002 o programa já chegava a 20 anos de desenvolvimento, contado desde o MAF na Itália. No ano seguinte, uma publicação do International Institute for Strategic Studies opinou que o sistema provavelmente nunca seria produzido. Mas o cenário político-econômico era favorável à indústria nesse período, e após avaliações técnicas e operacionais, incluindo 40 disparos, um protótipo foi aprovado em 2004. O desenvolvimento foi considerado concluído em 2005, e em 2008 a Mectron foi autorizada a produzir um lote piloto de 66 mísseis para o Exército, o que “parecia por fim a uma longa novela de desenvolvimento do primeiro míssil anticarro brasileiro”. O Corpo de Fuzileiros Navais (CFN) solicitou um número não divulgado no ano seguinte.
O lote piloto foi entregue em 2013–2014 ao Exército e ao CFN. Um estudo do Instituto de Pesquisas Econômicas Aplicadas (Ipea) concluía que o programa fora um sucesso e “o país, na figura da Mectron, está capacitado a desenvolver, projetar, fabricar e avaliar mísseis anticarro solo-solo”, que, segundo o autor, logo dotariam as unidades de infantaria e cavalaria. Segundo o Relatório de Gestão do exercício de 2014, do Ministério da Defesa, “o desenvolvimento do míssil MSS 1.2 está em sua fase final e há interessados no referido produto”.
De maio a julho de 2015, equipes técnicas do CTEx e Mectron realizaram lançamentos no Centro de Avaliações do Exército (CAEx), em Guaratiba (Campo de Provas da Marambaia), dando “continuidade à preparação para o processo de avaliação do lote-piloto”. A Mectron, agora integrante da Odebrecht Defesa e Tecnologia, assinou um contrato para dar “continuidade aos ensaios de avaliação do lote-piloto”. Mas os testes de tiro nesse período revelaram diversos problemas, especialmente no receptor laser, e o produto não foi homologado.

### SIATT
A crise no Grupo Odebrecht levou funcionários da Mectron a criar a SIATT – Engenharia, Indústria e Comércio, que assumiu o projeto em 2017, refazendo o sistema de guiagem com apoio da Financiadora de Estudos e Projetos (Finep). Os testes foram retomados em 2018 com especialistas do Exército e alcançaram bons resultados. O projeto estava “em fase de operação e avaliação técnico-operacional para a viabilização de lotes piloto de encomendas pelas Forças Armadas Brasileiras e/ou para exportação”. O programa brasileiro já tinha mais de 30 anos de idade. As avaliações em campo continuaram em 2022.
Em 2023 o míssil estava próximo da produção, segundo a SIATT; a avaliação técnica dos lotes pré-série estaria caminhando para a fase final. “Na sequência, será realizado um processo de avaliação operacional, prevista para ser concluída no primeiro semestre de 2024, com o produto sendo primeiramente disponibilizado para uma unidade específica antes da distribuição geral aos batalhões operacionais”.
O EDGE Group, conglomerado dos Emirados Árabes Unidos, comprou 50% do capital da SIATT em setembro de 2023. A revista InfoDefensa descreveu o míssil como “um produto maduro”, que “está disponível para ser fabricado em quantidade, bastando apenas o investimento em uma linha de produção e logística de fornecedores para atender encomendas que podem vir inclusive das Forças Armadas dos EAU”. A SIATT não tinha produção seriada e o Exército Brasileiro não havia homologado seus relatórios finais, mas já possuía de 50 a 60 mísseis e havia contratado a SIATT para atualizar 17 mísseis do lote piloto às suas novas especificações.
Novas versões estavam em desenvolvimento em 2024: o MSS 1.3 AC, com previsão de disponibilidade para o ano seguinte, e uma quarta versão para 2027.

## Entrada em serviço
O Exército Brasileiro adiantou a distribuição do MSS 1.2 em dezembro de 2023, enviando metade de seus estoques para Roraima, onde foram aproveitados pelo 7.º Batalhão de Infantaria de Selva e o recém-ativado 18.º Regimento de Cavalaria Mecanizado. Representantes do Estado-Maior do Exército reuniram-se com a direção da SIATT para negociar uma nova encomenda, de cerca de 200 mísseis, para equipar organizações militares em todo o país. Estas medidas foram consequência da crise da Guiana Essequiba e da ausência de armamentos que pudessem responder aos carros de combate T-72 do Exército Nacional da Venezuela na hipótese de uma incursão ao território brasileiro. A guerra na Ucrânia tornava muito difícil obter armamentos equivalentes no mercado internacional. O Exército Brasileiro confirmou a presença do MSS 1.2 em Roraima no mês seguinte.
Em abril de 2024 o EME determinou o planejamento da 1.ª Companhia Anticarro Mecanizada, a ser constituída em Pirassununga, São Paulo, e subordinada à 11.ª Brigada de Infantaria Mecanizada. Sua organização prevista inclui quatro pelotões de mísseis com quatro lançadores cada, equipados com veículos blindados Iveco Guaicurus ou não-blindados Agrale AM21. O míssil utilizado pode ser o SPIKE LR2 ou o MSS 1.2, que ainda estava em fase final de homologação e adoção. Militares do Comando de Fronteira Roraima/7.º Batalhão de Infantaria de Selva, de Boa Vista, 1.º Esquadrão de Cavalaria Paraquedista, do Rio de Janeiro, 5.º Batalhão de Infantaria Leve, de Lorena, e do Corpo de Fuzileiros Navais participaram de testes de lançamento em 6 de junho.
O relatório de teste e avaliação n.º 052/24, referente ao lote piloto do MSS, foi finalmente homologado no dia 26. Faltavam ainda sua adoção plena pelo Exército e o início da produção seriada. Aguardava-se um início iminente da produção nas instalações recém-expandidas da SIATT em São José dos Campos. Em 26 de setembro o Departamento de Ciência e Tecnologia assinou com a SIATT o contrato de licenciamento do produto para produção e comercalização. A cerimônia oficializou uma nova denominação ao míssil, "MAX 1.2 AC", em homenagem ao sargento Max Wolff Filho, herói da Força Expedicionária Brasileira. Em 2025 o almirante Carlos Chagas confirmou o início da distribuição da arma aos batalhões de infantaria do Corpo de Fuzileiros Navais, substituindo os estoques já obsoletos do RBS 56 Bill.

## Características
O MSS 1.2 tem emprego principal anticarro, podendo também ser usado contra casamatas, pequenas contruções e helicópteros pairando. Ele compreende dois subsistemas, o Modo Apoio, constituído de um simulador e equipamento de teste, e o Modo Emprego, constituído do tubo lançador, míssil e unidade de tiro, operada por dois homens, o atirador e o municiador. O míssil e o tubo lançador pesam 24 kg, e a unidade de tiro pesa mais 28 kg, para um total de 52 kg. Em comparação, o MILAN ADT-ER tem peso total de 34 kg, o Javelin, 22,3 kg, o TOW-2A, 21,6 kg. O tubo é recarregável.
O MSS 1.2 é transportado por tropas em solo ou viaturas, e pode ser lançado de paraquedas. Na Operação Saci 2020, a Brigada de Infantaria Paraquedista usou um mockup do MSS 1.2 para representar uma posição de defesa anticarro. Outras possibilidades de transporte são a integração a uma viatura leve Chivunk 4x4 Guaicurus ou EE-9 Cascavel.
O guiamento é do tipo autoguiamento indireto, de comando por linha de visada (SACLOS). O operador realiza o apontamento óptico em direção ao alvo através de um feixe laser até o míssil ("beam rider"), cujo sensor é instalado na cauda. Seus movimentos, estabilizados por aletas retráteis na cauda e controlados por aletas acionadas eletricamente no centro do míssil, fazem o míssil centrar-se no feixe. As manobras suportam uma aceleração de até 5 g. A unidade de tiro tem uma câmera de visão noturna sensível à radiação infravermelha para operações noturnas.

### Alcance
O MAF tinha um alcance mínimo de 70 metros e máximo de 2 000 metros, com imageador térmico em qualquer condição meteorológica, ou 3 000 metros, com o visor óptico em condições favorável. O MSS 1.2, por sua vez, tem alcance mínimo de 500 metros. Para o alcance máximo, as fontes divergem; ele é citado como duas milhas (3 220 m), cerca de 3 000 m, ou 2 000 m, chegando a 3 000 em condições favoráveis. A página oficial do Centro Tecnológico do Exército dá um alcance de 2 000 m. Os testes do Exército consideraram o míssil satisfatório para alvos a até 2 000 m, mas o alcance chega a 3 000 m. Representantes da Mectron afirmaram em 2007 que o requisito do Exército era para 2 000 m, mas alvos a 3 500 a 4 000 m foram atingidos em testes. As informações da SIATT em setembro de 2024 eram que o míssil tem alcance "superior a 2 000 metros".
Comparado a alternativas no mercado, o alcance de 2 000 m é comparável ao FGM-148 Javelin (2 000 m) e inferior ao MILAN ADT-ER (3 000 m) e BGM-71 TOW (3 750 m). A extensão do alcance para 4 000 m já era considerada em 2013, e em setembro de 2023 a SIATT recebeu um fomento da Finep para um “Link Beam Riding para guiamento, navegação e controle de um míssil superfície-superfície com alcance superior a 4 km”.
Em 2002, a engenheria Elizabeth Koslova, numa análise do programa de mísseis brasileiro, considerou desfavorável a relação peso/alcance do MSS 1.2, o que atribuiu ao guiamento a laser, que tem um peso fixo elevado. Os demais mísseis com esse alcance usam o guiamento a fio, que é mais leve. Os mísseis com guiamento a laser tipicamente diluem o peso fixo do guiamento com outros sistemas para obter um alcance maior. O projeto italiano do MAF originalmente justificava esse peso com uma família de mísseis, um para a infantaria e outro para helicópteros;  a versão para infantaria não seria ideal, mas teria custo reduzido. O Exército Brasileiro, entretanto, não quis desenvolver outra versão para usar nos seus helicópteros e por inexperiência ficou com “um programa caro e complexo nestes moldes para gerar apenas uma versão de infantaria, aquela que é a "tolerável" para gerar demanda”.
O futuro MSS 1.3 AC tem um alcance pretendido de três quilômetros, e a versão seguinte teria quatro, além de guiamento fire and forget. A SIATT promete substituir o motor e instalar um sistema de voo autônomo.

### Penetração
A munição é do tipo high-explosive anti-tank [en] (HEAT), numa ogiva de carga oca. A penetração em milímetros de aço balístico homogêneo ou RHAe (Rolled Homogenous Armor equivalency) é de cerca de 500, 530, ou, dependendo da fonte, até 580 ou 800, mas a cifra oficial do Centro Tecnológico do Exército é de 530 mm. Esta penetração é pequena. Embora superior à do MILAN ADT-ER, ela é inferior à de mísseis como o Javelin (750 mm), Spike ER (800 mm) e TOW (900 mm). Esses mísseis usam cargas ocas duplas (tandem [en]), permitindo-os enfrentar a blindagem reativa.
Em 2021, um trabalho para a Escola de Aperfeiçoamento de Oficiais comparou o MSS 1.2 entre várias opções de armamento de um futuro Esquadrão Anticarro nas Brigadas de Cavalaria Mecanizadas. O sistema brasileiro foi considerado inapropriado nessa função, embora útil nas Seções Anticarro dos Regimentos de Cavalaria Mecanizados e unidades análogas. A experiência do fabricante, calibre (acima de 105 mm), capacidade de visão noturna, guarnição de apenas dois operadores, adaptabilidade a viaturas, independência de materiais auxiliares, adaptabilidade à doutrina do Exército, conveniência política e custo foram variáveis favoráveis nos critérios do estudo. A penetração em blindagem de aço, por estar na faixa de 400 a 600 mm, foi considerada neutra. A limitação de alcance, a falta de variação nas munições, o sistema de guiamento (que não é de 4.ª ou 5.ª geração) e a ausência de experiência em serviço foram as variáveis desfavoráveis ao seu uso.
Com as novas versões, a SIATT promete substituir a ogiva para aumentar a penetração a mais de 1 000 mm, especialmente para lidar com blindagens reativas.